# بسته شدن ترک
بسته شدن ترک پدیده‌ای در بارگذاری خستگی است که در آن وجوه متضاد ترک حتی با بار خارجی وارد بر ماده، در تماس باقی می‌مانند. با افزایش بار، یک مقدار بحرانی به‌دست خواهد‌ آمد که در آن‌زمان ترک باز می‌شود. بسته شدن ترک ناشی از حضور موادی است که سطوح ترک را باز می‌کند و می‌تواند از منابع بسیاری از جمله تغییر شکل پلاستیک یا تبدیل فاز در حین انتشار ترک، خوردگی سطوح ترک، وجود سیالات در ترک یا ناهمواری در سطوح ترک ناشی شود.[1] 

## شرح

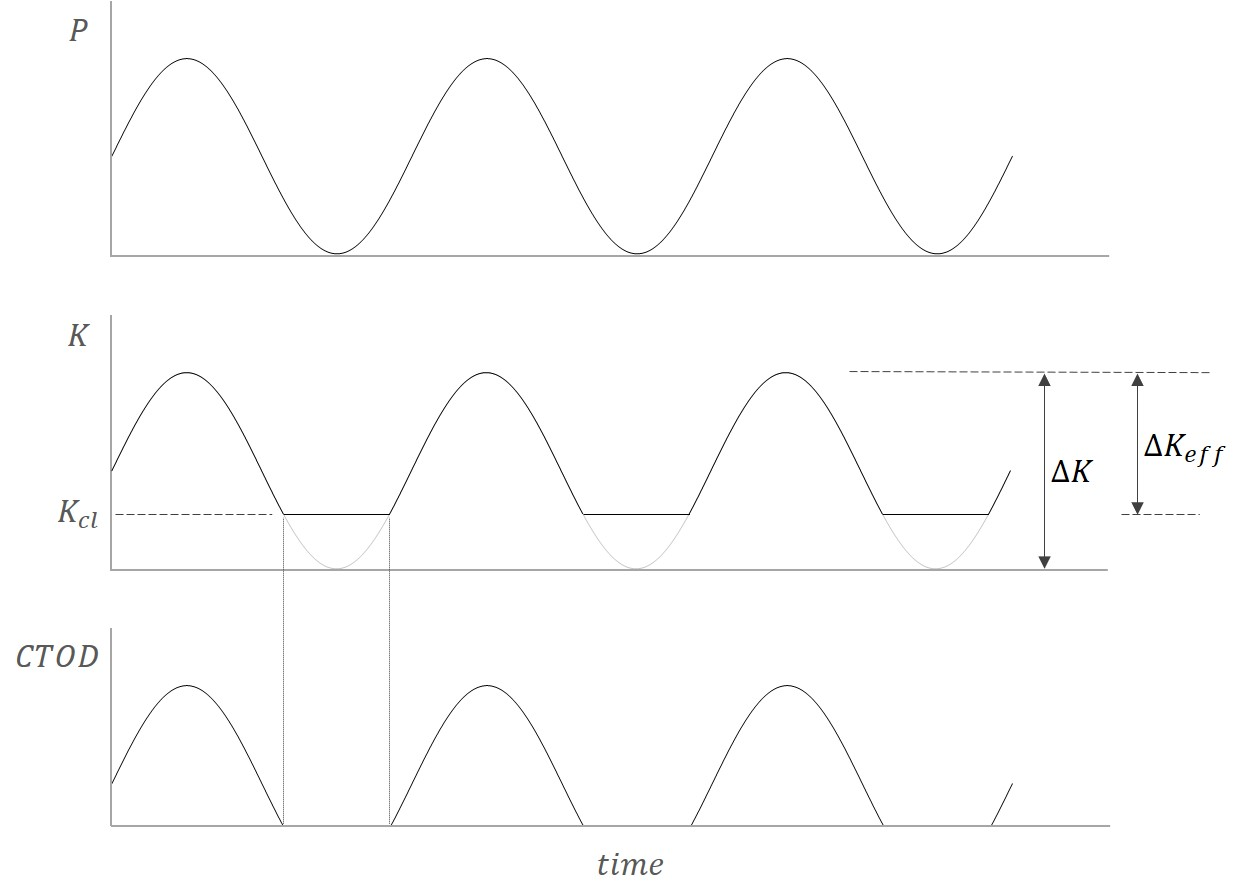
اثر بسته شدن ترک (مثالR=0)

جا‌به‌جایی نوک ترک
در حین بارگذاری سیکلی، یک‌ترک باز و بسته خواهد شد که باعث می‌شود جا‌به‌جایی نوک ترک (COTD) به صورت دوره‌ای در فاز با نیروی اعمال‌شده تغییر کند. اگر سیکل بارگذاری شامل یک‌دوره نیرو یا نسبت تنش منفی باشد(یعنی𝑅<0)𝑅، تا وقتی‌که سطوح ترک به هم فشرده می‌شوند COTD برابر صفر باقی می‌ماند. با این حال، کشف شد که CTOD همچنین می‌تواند در مواقع دیگر حتی زمانی که نیروی اعمال‌شده مثبت است، صفر باشد و از رسیدن ضریب شدت تنش به حداقل خود جلوگیری کند. بنابراین، نوسان دامنه ضریب شدت تنش، که به عنوان نیروی محرکه نوک ترک نیز شناخته می‌شود، نسبت به حالتی که در آن هیچ بسته شدنی رخ نمی‌دهد، کاهش می‌یابد و در نتیجه نرخ رشد ترک را کاهش می‌دهد.سطح بسته شدن با نسبت تنش افزایش می‌یابد و تقریباً بالاتراز 𝑅=0.7، سطوح ترک با هم تماس پیدا نمی‌کنند و معمولاً بسته شدن اتفاق نمی افتد.
بار اعمال‌شده یک‌ضریب شدت تنش در نوک ترک ایجاد می کند، 𝐾 یک جابجایی باز شدن نوک ترک، CTOD ایجاد می‌کند. رشد ترک معمولاً تابعی از محدوده ضریب شدت تنش است، Δ𝐾 برای یک سیکل بارگذاری اعمال شده برابر است با
Δ𝐾 = 𝐾max − 𝐾min
با این‌حال، بسته شدن ترک زمانی اتفاق می‌افتد که سطوح شکستگی زیر ضریب شدت تنش سطح باز شدن در تماس باشند 𝐾<𝐾op حتی اگر تحت بار مثبت باشد، به ما امکان می‌دهد محدوده شدت تنش موثر را تعریف کنیم Δ𝐾eff برابر است با
```
Δ𝐾eff=𝐾max−𝐾op
```

که کمتراز Δ𝐾 اسمی اعمال شده‌است .

## تاریخچه
پدیده بسته شدن ترک اولین بار در سال 1970 توسط البر کشف شد. او مشاهده کرد که تماس بین سطوح شکست می‌تواند حتی در هنگام بارگذاری کششی سیکلی رخ دهد. اثر بسته‌شدن ترک به توضیح طیف گسترده‌ای از داده‌های خستگی کمک می کند و به طور ویژه‌ای در درک تأثیر نسبت تنش (بسته شدن کمتر در نسبت تنش بالاتر) و ترک‌های کوتاه (بسته شدن کمتر از ترک‌های طولانی برای شدت تنش سیکلی یکسان) دارای اهمیت است.

## مکانیسم های بسته شدن ترک

### بسته شدن ترک ناشی از پلاستیک
پدیده بسته‌شدن ترک ناشی از پلاستیسیته همراه است با مواد باقی‌مانده تغییر شکل پلاستیکی یافته که در کناره‌های یک‌ترک خستگی در حال پیشرفت ایجاد می‌شوند.
درجه پلاستیسیته در نوک ترک تحت تاثیر سطح محدودیت مواد است. دو حالت شدید عبارتند از:
۱. در شرایط تنش سطحی، ماده در ناحیه پلاستیک کشیده می‌شود که عمدتاً توسط جریان خارج از صفحه‌ای از مواد متعادل می‌شود.از این رو، بسته شدن ترک ناشی از پلاستیسیته تحت شرایط تنش صفحه را می‌توان به عنوان یک‌نتیجه از کشیده‌شدن ماده در پشت نوک ترک بیان کرد، که می‌تواند به عنوان گوه‌ای در نظر گرفته شود که وارد ترک می‌شود و تغییر شکل پلاستیک سیکلی را در نوک ترک و همین‌طور نرخ رشد خستگی ترک را کاهش می‌دهد.
۲. تحت شرایط کرنش صفحه و دامنه بار ثابت، هیچ گوه پلاستیکی در فواصل زیاد در پشت نوک ترک وجود ندارد. با این‌حال ماده موجود در احیا پلاستیک، تغییر شکل پلاستیک یافته‌ است. ماده به صورت پلاستیکی بریده می‌شود، این برش باعث چرخش قطعه اصلی ماده می‌شود و در نتیجه یک‌گوه موضعی در مجاورت نوک ترک تشکیل می‌شود.

### بسته شدن ترک ناشی از تبدیل فاز
دگرگونی مارتنزیتی ناشی از تغییر شکل در میدان تنش نوک ترک، یکی دیگر از دلایل احتمالی برای بسته شدن ترک است. این پدیده اولین بار توسط Pineau و Pelloux و Hornbogen در فولادهای زنگ نزن آستنیتی ناپایدار مورد مطالعه قرار گرفت. این فولادها تحت تغییر شکل به اندازه کافی بالا از ساختار آستنیتی به ساختار شبکه‌ای مارتنزیتی تبدیل می‌شوند که منجر به افزایش حجم مواد جلوتر از نوک ترک می‌شود. بنابر این، زمانی‌که سطوح ترک با یکدیگر تماس پیدا می‌کنند، احتمال ایجاد تنش‌های فشاری وجود دارد. این بسته شدن ناشی از تبدیل، به شدت تحت تأثیر اندازه و هندسه نمونه آزمایشی و ترک خستگی است.

### بسته شدن ترک ناشی از اکسید
بسته شدن ناشی از اکسید در جایی اتفاق می‌افتد که خوردگی سریع در طول انتشار ترک اتفاق می‌افتد. این پدیده زمانی ایجاد می‌شود که ماده پایه در سطح شکستگی در معرض اتمسفرهای گازی و آبی قرار گرفته و اکسیده شود.  اگر‌چه لایه اکسید شده معمولاً بسیار نازک است، اما تحت تغییر شکل مداوم و مکرر، لایه اکسید شده و ماده پایه دچار شکستگی‌های مکرر می‌شوند و قسمت بیشتری از ماده پایه را در معرض اتمسفر‌های گازی و آبی قرار می‌دهند و بنابراین اکسیدهای بیشتری تولید می‌کنند. حجم اکسید شده رشد می‌کند و معمولاً بیشتر از حجم مواد پایه در اطراف سطوح ترک است.  به این ترتیب، حجم اکسیدها را می‌توان به عنوان یک گوه وارد‌شده در ترک تفسیر کرد که دامنه شدت تنش اثر را کاهش می‌دهد. آزمایش‌ها نشان داده‌اند که بسته شدن ترک ناشی از اکسید هم در دمای اتاق و هم در دمای بالا اتفاق می‌افتد، و تجمع اکسید در نسبت‌های R پایین و نرخ‌های رشد پایین ترک (نزدیک به آستانه) بیشتر قابل توجه است.

### بسته شدن ترک ناشی از زبری

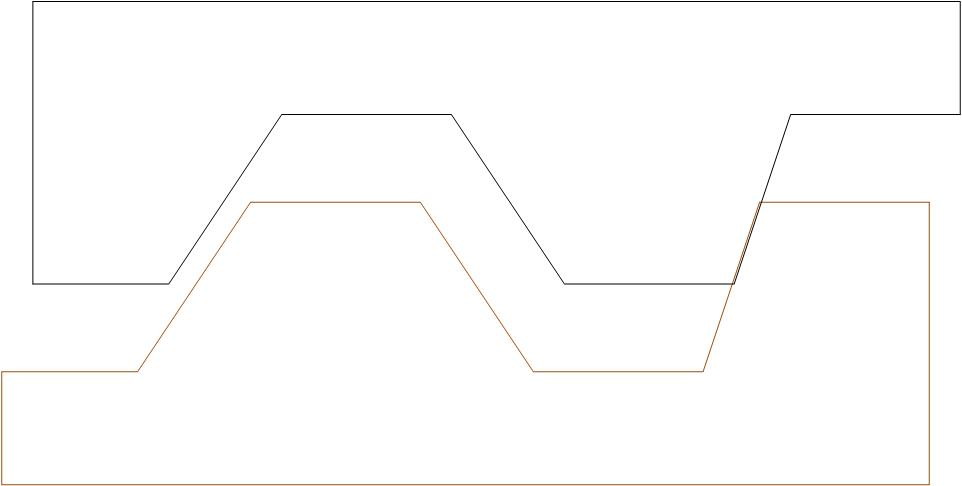
عدم تناسب سطوح شکستگی در بسته شدن ترک ناشی از زبری

بسته شدن ناشی از زبری با حالت II یا نوع برشی درون صفحه‌ای بارگذاری رخ می‌دهد که به دلیل عدم تناسب سطوح شکست ناهموار قسمت‌های بالایی و پایینی ترک است. با توجه به ناهمسان‌گردی و ناهمگونی در ساختار میکرو، تغییر شکل خارج از صفحه به صورت موضعی هنگام اعمال بارگذاری حالت II رخ می‌دهد و بدین‌ترتیب زبری میکروسکوپی خستگی سطوح شکست وجود دارد. در نتیجه، این گوه‌های ناهماهنگ در طول فرآیند بارگذاری خستگی با هم تماس پیدا می‌کنند و باعث بسته‌ شدن ترک می‌شوند. ناهماهنگی در سطوح شکست همچنین در میدان دور ترک نیز رخ می‌دهد که می‌تواند با جابجایی و چرخش نامتقارن مواد توضیح داده‌شود.
بسته شدن ترک ناشی از زبری زمانی قابل توجیه یا معتبر است که زبری سطح در راستای یکسان با جا‌به‌جایی باز‌شدن ترک باشد. این‌پدیده تحت تأثیر عواملی همچون اندازه دانه، تاریخچه بارگذاری، خواص مکانیکی مواد، نسبت بار و نوع نمونه است.